# Dena Schlosser
Dena Schlosser (1969, Plano, Texas) é uma filicida condenada por matar sua filha de onze meses, Margaret Sclosser, em 2004, amputando os braços do bebê por acreditar que a estava oferecendo a Deus. Considerada insana, ela foi internada num hospital psiquiátrico por sofrer de depressão e esquizofrenia, já foi solta duas vezes, mas teve que voltar para a unidade de saúde por ter recaídas, incluindo alucinações. Em 2020, novamente, uma juiza decidiu que ela deveria continuar internada. 
Depois do divórcio, ela passou a usar o nome de solteira, Dena Leitner. 

## Contexto
Dena foi criada por sua mãe Connie e seu padrasto, Bob Nicholas, mas também tinha uma boa relação com o pai biológico, Mick Macaulay. Casou-se com o pastor John Schlosser, que alguns relataram ter uma personalidade dominante e controladora, e o casal tinha três filhas pequenas, Margaret, uma de 6 e outra de 9 anos. Há relatos de que John às vezes cometia violência doméstica contra a mulher e que sabia sobre seus problemas psico-emocionais. Uma defensora chegou a dizer que ele "não havia feito o suficente para ajudar Dena e evitar o crime" e que ele "acreditava que tudo se resolveria com orações, invés de procurar tratamento para a esposa". 
O pai de Dena, Mick Macaulay, disse numa entrevista que John só a visitou uma vez na prisão, dias após o crime, e que a "cortou bem rápido".
Meses antes Dena chegou a ser investigada pelo Serviço de Proteção a Criança do Texas devido à ter abandonado os cuidados de Margaret e foi constatato que ela tinha depressão pós-parto, mas o Serviço decidiu depois que ela não oferecia risco para os filhos. 

## Crime
Em 21 de novembro ela teria ligado eufórica para a mãe, Connie Macaulay, que relatou ter estranhado o comportamento. "Ela não era a mesma", disse. Já seu marido relatou no tribunal que ela tinha dito neste dia que queria "dar o bebê para Deus". Em depoimentos posteriores ele disse que Dena teria cortado os pulsos com uma tesoura depois do nascimento da menina e tido depressão pós-parto no nascimento das outras duas filhas.  
Segundo o autor do livro Psycho USA: Famous American Killers You Never Heard Of (pag. 212), na manhã do dia 22 de novembro de 2004 Dena ligou para o marido e disse que havia entregado a filhla deles para Deus. Ele imediatamento ligou para o Day Care Center [no Brasil como uma creche] onde Dena havia trabalhado e pediu que alguém contatasse sua esposa, enquanto ele dirigia para casa. Uma mulher do Centro ligou para Dena e depois para o 911 da polícia. Quando os policiais foram até a casa, a encontraram sentada calmamente na sala, ensanguentada, segurando uma faca e ouvindo música religiosa. Numa rápida busca pela casa, encontraram Margaret (Maggie) em seu berço, coberta de sangue e sem os braços. A criança morreu no hospital devido à hemorragia.  

## Prisão, julgamento e pena
Dena foi presa imediatamente após o crime e nos primeiros meses de 2005 houve debates sobre se ela competente suficiente para estar num tribunal, mas um juiz decidiu que sim. Em 2006 ela teve um júri anulado em fevereiro, mas foi condenada em abril seguinte a ser internada no Hospital Psiquiátrico Estadual de Vernon de segurança máxima, já que seu laudo comprovou que ela era "insana", sofria de depressão pós-parto e psicose/esquizofrenia. 
No dia de seu julgamento, o psiquiatra David Self disse à corte que Dena tomou uma notícia de um menino sendo atacado por um leão como sinal do apocalipse. Self, que a avaliou meses após sua prisão disse que ela teria ouvido a ordem divina para remover os braços do bebê e os próprios braços. O ataque foi mais tarde descrito como uma “loucura religiosa”.  
Foi enviada depois para o North Texas State Hospital, onde chegou a dividir o quarto com outra filicida famosa, Andrea Yates, condenada por afogar os cinco filhos numa banheira a fim de protegê-los de Satanás. 
Segundo o Dallas News, "a Sra. Schlosser não tem lembranças distintas do dia que ela chama de "a tragédia", mas sabe que matou sua filha.

## Vida após o crime
O marido de Dena pediu o divórcio após o julgamento e como acordo de separação Dena foi proibida de ter qualquer contato com ele e com as duas filhas que sobreviveram. No entanto, na prisão em 2006 ao Dallas News ela relatou sentir saudade das filhas e dizer que elas eram o maior amor de sua vida. Também revelou que escrevia cartas para elas que seriam entregues em um momento adequado e que sentia falta de Maggie, a filha que havia matado.  
O Dallas News chegou a fazer uma matéria sobre a relação de  Dena e Andrea em outubro de 2006 após entrevistar Dena por telefone, escrevendo que elas haviam se tornado amigas no hosptial e que compartilhavam memórias sobre os filhos. “Acho que seremos amigas para sempre. Só a conheço há pouco tempo, mas acredito que o sentimento é mútuo. Ela provavelmente pensa a mesma coisa", teria dito. Para a mesma publicação o pai de Dena, Mick Macaulay, disse que a amizade estava ajudando a filha, inclusive a aceitar o divórcio, mas que estava preocupado por "ela absorver tudo ao redor como uma esponja" e "acreditar que todos eram como ela". 
Em 6 de novembro de 2008 foi anunciado que ela seria liberada e continuaria o tratamento fora da prisão com as condições de que visse um psiquiatra uma vez por semana, tomasse os medicamentos prescritos, tivesse um plano de controle de natalidade e nunca tivesse contato não supervisionado com crianças. No entanto, ela teve que voltar a ser internada em 2010. Em 2012 em nova tentativa de desinternação ela trabalhou no Walmart, mas foi demitida quando o caso veio à tona. Logo em seguida, voltou a ser internada. Aparentemente ela não tomava os medicamentos corretamente e voltava a ter crises de esquizofrenia durante as desinternações.  
Em 2020, a juíza Andrea Thompson negou uma nova soltura e à época também foi descoberto que ela tinha transtorno bipolar. Kyle Clayton, um psiquiatra do tribunal que foi consultado disse que era contra a desinternação porque mesmo quando ela tomava a medicação corretamente, ela tinha delírios. Ele disse que no hospital ela sempre teria uma equipe especilizada para cuidar dela. 

## Na cultura popular
O documentário O Deus que não estava lá, de 2005, rapidamente fala sobre Dena e outras pessoas que usaram o Cristianismo como justificativa para a realização de ou incitação de atividade criminal.
O livro Psycho USA: Famous American Killers You Never Heard Of , de 2012, tem um capítulo sobre ela, chamado A mulher que matou sua criança por Deus.